# Fum at-Tub
Fum at-Tub (ar. فم الطوب, fr. Foum Toub) – miasto w północnej Algierii, w prowincji Batina.